# Elizabeth Banksová
Elizabeth Maresal Mitchell, v uměleckém světě známá jako Elizabeth Banks, (* 10. února 1974 Pittsfield, Massachusetts) je americká herečka. Filmovým debutem byl pro ni v roce 1998 nízkorozpočtový nezávislý snímek Surrender Dorothy. Známou se stala především rolemi ve filmech Určitě, možná, Zack a Miri točí porno, W., Velcí bratři, Léto k nepřežití, Nezvaná, akční trilogii o Spider-Manovi, filmovou sérií Hunger Games a Ladíme!.
V televizi ztvárňuje vracející se roli Avery Jessupové v sitcomu Studio 30 Rock, která ji vynesla nominaci na cenu Emmy. V letech 2006–2009 se objevovala jako lékařka Kim Briggsová v seriálu Scrubs: Doktůrci.

## Osobní život
Narodila se v roce 1974 v massachusettském Pittsfieldu jako nejstarší ze čtyř potomků do rodiny Anny a Marka Mitchellových. V dětství hrála baseball a provozovala jezdectví.
Otec byl dělníkem v továrně General Electric, matka pracovala v bance. Jako malá dívka se na televizní stanici Nickelodeon zúčastnila dětské soutěže Finders Keepers. V roce 1992 odmaturovala na střední škole Pittsfield High School a ve studiu pokračovala na pensylvánské univerzitě, kde se stala členkou spolku Delta Delta Delta. Roku 1996 získala bakalářský titul s hodnocením magna cum laude a o dva roky později ukončila Americkou divadelní konzervatoř (American Conservatory Theater) v San Franciscu s titulem magistr umění (Master of Fine Arts; MFA).
5. července 2003 se vdala za sportovního novináře a producenta Maxe Handelmana, se kterým navázala partnerský vztah 6. září 1992, již v první den kdy se vzájemně poznali na univerzitní koleji. Kvůli sňatku konvertovala k judaismu. Do manželství se v březnu 2011 narodil syn Felix, kterého v těhotenství odnosila a porodila náhradní matka. V listopadu 2012 oznámila narození druhého syna Magnuse Mitchella, který se také narodil náhradní matce.

## Kariéra

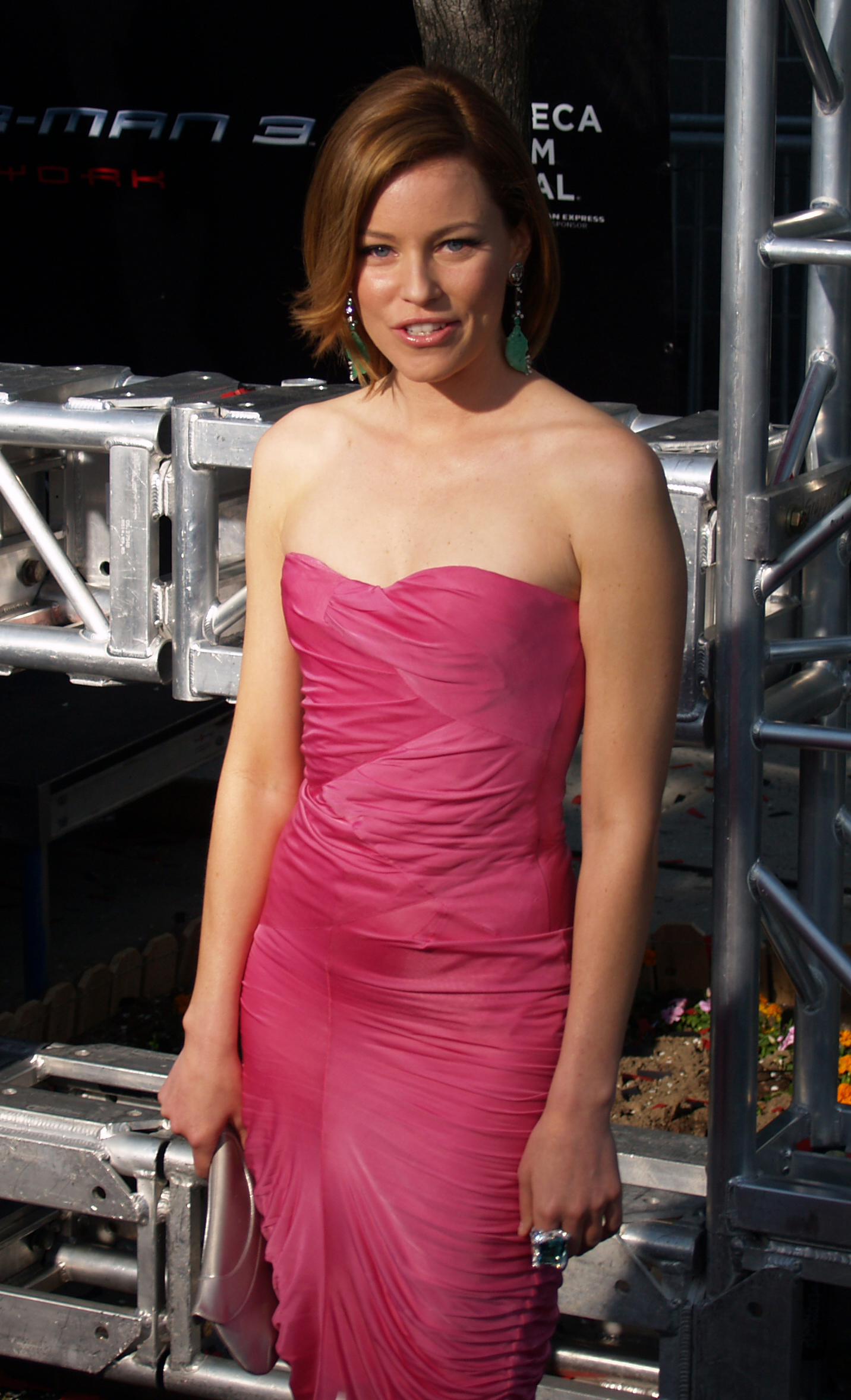
Banksová v roce 2007 na premiéře Spider-Mana 3

Jejím hereckým debutem byla v roce 1998 role v nezávislém filmu Surrender Dorothy jako Elizabeth Casey. Zvrat v její kariéře přišel s filmem 40 let panic z roku 2005. V srpnu roku 2005 si zahrála v divadelní hře Bus Stop od Williama Ingeho roli Cherie na divadelním festivalu. Ve stejném roce se objevila v seriálu Stella.
V květnu 2006 získala roli doktorky Kim Briggs ve finálové epizodě páté série seriálu stanice NBC Scrubs: Doktůrci. Postavu si zahrála během šesté, sedmé a osmé sérii. Získala roli v americkém fotbalovém dramatickém filmu Nepřemožitelný, kde hrála přítelkyni postavy Marka Walhberga. Dvojice byla nominována na cenu MTV Movie Award v kategorii Nejlepší polibek. Objevila se také v komediálním hororovém filmu Slimák.
V roce 2007 získala hlavní roli v komediálním filmu Bill, ve kterém si zahrála po boku Aarona Eckharta a Jessicy Alby. Ten samý rok získala menší roli ve vánoční komedii Santa má bráchu. V roce 2008 hrála přítelkyni hlavní postavy ve filmu Určitě, možná, s Islou Fisher a Ryanem Reynolsem. Po boku Setha Rogena získala hlavní roli ve filmu Zack a Miri točí porno a roli první dámy Spojených států Laury Bush si zahrála ve filmu W..
V roce 2009 se objevila v hororovém filmu Nezvaná, remaku korejského filmu A Tale of Two Sisters. Roli Avery si zahrála ve třinácti epizodách televizního seriálu Studio 30 Rock. Za roli obdržela pět nominací na cenu Primetime Emmy Award a na Emmy Award.
Elizabeth se objevila jako Effie Trinket ve filmu Hunger Games. Roli si znovu zahrála v pokračování filmu Hunger Games: Vražedná pomsta z roku 2013 a ve filmu Hunger Games: Síla vzdoru 1. část z roku 2014. V roce 2014 si také zahrála ve filmu Love & Mercy.

## Filmografie
| Film                    | Film                                      | Film                                          | Film                                                                  |
| Rok                     | Film                                      | Role                                          | Poznámka                                                              |
| ----------------------- | ----------------------------------------- | --------------------------------------------- | --------------------------------------------------------------------- |
| 1998                    | Surrender Dorothy                         | Vicki                                         | v titulcích jako Elizabeth Casey                                      |
| 2000                    | Drsnej Shaft                              | Treyova přítelkyně                            | v titulcích jako Elizabeth Maresal Mitchell                           |
| 2001                    | Léto k nepřežití                          | Lindsay                                       |                                                                       |
| 2001                    | Ordinary Sinner                           | Rachel                                        |                                                                       |
| 2002                    | Spider-Man                                | Betty Brant                                   |                                                                       |
| 2002                    | Trosečníci                                | Debi                                          |                                                                       |
| 2002                    | Chyť mě, když to dokážeš                  | Lucy Forrest                                  |                                                                       |
| 2002                    | Stella Shorts 1998-2002                   | žena ve třídě jógy                            | krátké filmy; vydáno přímo na DVD                                     |
| 2003                    | The Trade                                 | Sioux Sever                                   |                                                                       |
| 2003                    | Seabiscuit                                | Marcela Howard                                | Nominace – Screen Actors Guild Award                                  |
| 2004                    | Spider-Man 2                              | Betty Brant                                   |                                                                       |
| 2005                    | Heights                                   | Isabel                                        |                                                                       |
| 2005                    | Sexuální život                            | Sarah                                         |                                                                       |
| 2005                    | Sestry                                    | Nancy Pecket                                  |                                                                       |
| 2005                    | Baxter                                    | Caroline Swann                                |                                                                       |
| 2005                    | 40 let panic                              | Beth                                          |                                                                       |
| 2005                    | Daltry Kelhůn                             | May                                           |                                                                       |
| 2006                    | Slimák                                    | Starla Grant                                  |                                                                       |
| 2006                    | Nepřemožitelný                            | Janet Cantrell                                | Nominace – Filmová cena MTV za nejlepší polibek (s Markem Wahlbergem) |
| 2007                    | Spider-Man 3                              | Betty Brant                                   |                                                                       |
| 2007                    | Bill                                      | Jess                                          |                                                                       |
| 2007                    | Santa má bráchu                           | Charlene                                      |                                                                       |
| 2008                    | Určitě, možná                             | Emily Jones                                   |                                                                       |
| 2008                    | Seznamte se s Davem                       | Gina Morrison                                 |                                                                       |
| 2008                    | Zralá láska                               | Alex                                          |                                                                       |
| 2008                    | Zack a Miri točí porno                    | Miriam "Miri" Linky                           |                                                                       |
| 2008                    | W.                                        | Laura Bushová                                 | Nominace – Detroit Film Critics Society Award                         |
| 2008                    | Velcí bratři                              | Beth Jones                                    |                                                                       |
| 2009                    | Big Breaks                                | Starlet                                       | krátkometrážní film                                                   |
| 2009                    | Nezvaná                                   | Rachel Summers                                |                                                                       |
| 2009                    | Náhradníci                                |                                               | výkonná producentka                                                   |
| 2010                    | The Details                               | Nealy Lang                                    |                                                                       |
| 2010                    | Tři dny ke svobodě                        | Lara                                          |                                                                       |
| 2011                    | Beznadějný trouba                         | Miranda                                       |                                                                       |
| 2012                    | The Hunger Games                          | Effie Trinket                                 | Filmová cena MTV Nominace - Teen Choice Award                         |
| 2012                    | Muž na hraně                              | Lydia Anderson                                |                                                                       |
| 2012                    | Jak porodit a nezbláznit se               | Wendy                                         |                                                                       |
| 2012                    | Lidé jako my                              | Frankie                                       |                                                                       |
| 2012                    | Ladíme!                                   | Gail Abernathy-McKadden                       | Také producentka                                                      |
| 2013                    | Mládeži nepřístupno                       | Amy                                           |                                                                       |
| 2013                    | Hunger Games: Vražedná pomsta             | Effie Trinket                                 |                                                                       |
| 2014                    | Malé nehody                               | Diane Doyle                                   |                                                                       |
| 2014                    | LEGO příběh                               | Wyldstyle/Lucy (hlas)                         |                                                                       |
| 2014                    | Ulička hanby                              | Meghan Miles                                  |                                                                       |
| 2014                    | Every Secret Thing                        | Detektiv Nancy Porter                         |                                                                       |
| 2014                    | Love & Mercy                              | Melindsa Ledbetter Wilson                     |                                                                       |
| 2014                    | Hunger Games: Síla vzdoru 1. část         | Effie Trinket                                 |                                                                       |
| 2015                    | Ladíme 2                                  | Gail Abernathy-McKadden                       | Také režisérka a producentka                                          |
| 2015                    | Hunger Games: Síla vzdoru 2. část         | Effie Trinket                                 |                                                                       |
| 2015                    | Bez kalhot XXL                            | Paris                                         |                                                                       |
| 2017                    | The Most Hated Woman in America           | —                                             | producentka                                                           |
| 2017                    | Power Rangers: Strážci vesmíru            | Rita Repulsa                                  |                                                                       |
| 2017                    | Asteroids!                                | Cheez                                         | krátkometrážní film                                                   |
| 2017                    | Ladíme 3                                  | Gail                                          | také producentka                                                      |
| 2018                    | Hele Muppete, kdo tady vraždí?            | Jenny                                         |                                                                       |
| 2019                    | LEGO® příběh 2                            | Lucy/Wyldstyle (hlas)                         |                                                                       |
| 2019                    | Syn temnoty                               | Tori Bryer                                    |                                                                       |
| 2019                    | Ru's Angels                               | Rebekah Bosley                                | krátkometrážní film                                                   |
| 2019                    | Charlieho andílci                         | Rebekah Bosley                                | také režisérka, scenáristka a producentka                             |
| 2022                    | Call Jane                                 | Joy                                           |                                                                       |
| 2023                    | Cocaine Bear                              | —                                             | režisérka, producentka                                                |
| Televizní a video filmy |                                           |                                               |                                                                       |
| Rok                     | Název                                     | Role                                          | Poznámka                                                              |
| 1999                    | Třetí hlídka                              | Elaine Elchisak                               | díl: „Patterns“ v titulcích jako Elizabeth Maresal Mitchell           |
| 2000                    | Sex ve městě                              | Catherine                                     | díl: „Politický korektní sex“                                         |
| 2001                    | Zákon a pořádek: Útvar pro zvláštní oběti | Jaina Tobias Jansen                           | díl: „Oběť“                                                           |
| 2002                    | Beze stopy                                | Clarissa                                      | díl: „Únos“                                                           |
| 2005                    | Stella                                    | Tamara                                        | díl: „Meeting Girls“                                                  |
| 2006–2009               | Scrubs: Doktůrci                          | Dr. Kim Briggs                                | 2 díly                                                                |
| 2007–2008               | Wainy Days                                | Shelly                                        | 3 díly                                                                |
| 2007–2008               | Americký táta                             | Becky Arangino Lisa Silver                    | 3 díly                                                                |
| 2008                    | Comanche Moon                             | Maggie Tilton                                 | 3 díly                                                                |
| 2009– 2020              | Taková moderní rodinka                    | Sal                                           | 7 dílů                                                                |
| 2010–2012               | Studio 30 Rock                            | Avery Jessup                                  | 15 dílů                                                               |
| 2012                    | Griffinovi                                | Pam Fishman (hlas)                            | díl: „Into Fat Air“                                                   |
| 2012                    | Robot Chicken                             | Paní Clausová /Shana "Scarlett" O'Hara (hlas) | díl: „Robot Chicken's ATM Christmas Special“                          |
| 2013                    | Timms Valley                              | Beth Billings-Timms (hlas)                    | díl: „Pilot“                                                          |
| 2014                    | Phineas a Ferb                            | Grulinda (hlas)                               | díl: „Imperfect Storm“                                                |
| 2015                    | Resident Advisors                         | Doktorka                                      | díl: „Motivation Speaker“, také producentka                           |
| 2015                    | Léto k nepřežití: První den v táboře      | Lindsay                                       | 6 dílů                                                                |
| 2015                    | Moonbeam City: Neonové město              | Pizzas Miller (hlas)                          | 10 dílů                                                               |
| 2015                    | The Muppets                               | Samu sebe                                     | díl: „Pig Girls Don't Cry“                                            |
| 2015                    | Saturday Night Live                       | Samu sebe                                     | díl: „Elisabeth Banks/Disclosure“                                     |
| 2017                    | Léto k nepřežití: O deset let později     | Lindsay                                       | 5 dílů                                                                |
| 2017                    | Larry, kroť se                            | Samu sebe                                     | díl: „A Disturbance in the Kitchen“                                   |
| 2019                    | Random Acts                               | Vex (hlas)                                    | díl: „The Phantom Thief“                                              |
| 2019                    | Shrill                                    | —                                             | výkonná producentka                                                   |
| 2019–dosud              | Press Your Luck                           | samu sebe                                     | moderátorka, výkonná producentka                                      |
| 2020                    | Mrs. America                              | Jill Ruckelshaus                              | 9 dílů                                                                |
| 2020                    | The Red Nose Day Special                  | samu sebe                                     | TV speciál                                                            |
| 2020                    | COVID Is No Joke                          | samu sebe                                     | TV speciál                                                            |
| 2020                    | Banda                                     | samu sebe                                     | TV speciál                                                            |